# Macwahoc Plantation
Macwahoc Plantation ist eine Plantation im Aroostook County des Bundesstaates Maine in den Vereinigten Staaten. Im Jahr 2020 lebten dort 62 Einwohner in 75 Haushalten auf einer Fläche von 76,7 km².

## Geographie
Nach dem United States Census Bureau hat Macwahoc Plantation eine Gesamtfläche von 67,7 km², von der 67,2 km² Land sind und 0,5 km² aus Gewässern bestehen.

### Geographische Lage
Macwahoc liegt im Süden des Aroostook Countys an der Grenze zum Penobscot Countys. Die Oberfläche des Gebietes ist eben, es gibt keine nennenswerten Erhebungen. Durch das Gebiet der Plantation fließt der Molunkus River und der Machwahoc River. Die Siedlungen liegen an dem Zusammenfluss der beiden Flüsse. Der Mlunkus Lake liegt im Nordwesten der Plantation, er hat seinen Ausfluss in den Molunkus River.

### Nachbargemeinden
Alle Entfernungen sind als Luftlinien zwischen den offiziellen Koordinaten der Orte aus der Volkszählung 2010 angegeben.
- Norden: Unorganized Territory von South Aroostook, 9,8 km
- Osten: Reed Plantation, 17,0 km
- Südosten: Drew, 16,9 km
- Süden: Unorganized Territory, Kingman 7,9 km
- Südwesten: Mattawamkeag,
- Westen: Unorganized Territory von South Aroostook, 9,8 km

### Stadtgliederung
Auf dem Gebiet von Macwahoc Plantation gibt es zwei Siedlungsgebiete: Macwahoc und Murray (ehemaliger Standort eines Postamtes).

### Klima
Die mittlere Durchschnittstemperatur in Macwahoc Plantation liegt zwischen −11,7 °C (11° Fahrenheit) im Januar und 18,3 °C (65° Fahrenheit) im Juli. Damit ist der Ort gegenüber dem langjährigen Mittel der USA um etwa 10 Grad kühler. Die Schneefälle zwischen Oktober und Mai liegen mit über fünfeinhalb Metern knapp doppelt so hoch wie die mittlere Schneehöhe in den USA, die tägliche Sonnenscheindauer liegt am unteren Rand des Wertespektrums der USA.

## Geschichte
Die ursprüngliche Bezeichnung der Plantation war Township 1, Fourth Range West of the Easterly Line of the State (T1 R4 WELS). Der Ort wurde 1830 besiedelt. Im Oktober 1844 wurde die Plantation unter dem Namen Molunkus Plantation organisiert, um den Bewohnern das Wahlrecht zu geben. Am 16. Dezember 1851 erfolgte die Gründung der Plantation und die Umbenennung in Macwahoc. Erneut organisiert wurde das Gebiet im Jahr 1854 und 1860 sowie zu Steuerzwecken im Jahr 1887. Lange Zeit waren Landwirtschaft und Holzfällerei die Hauptwirtschaftszweige des Ortes. Es gab eine Schule und im Jahr 1870 lebten 170 Menschen in diesem Gebiet. Im Jahr 1880 waren es 187.

### Einwohnerentwicklung
| Volkszählungsergebnisse – Plantation of Macwahoc, Maine | Volkszählungsergebnisse – Plantation of Macwahoc, Maine | Volkszählungsergebnisse – Plantation of Macwahoc, Maine | Volkszählungsergebnisse – Plantation of Macwahoc, Maine | Volkszählungsergebnisse – Plantation of Macwahoc, Maine | Volkszählungsergebnisse – Plantation of Macwahoc, Maine | Volkszählungsergebnisse – Plantation of Macwahoc, Maine | Volkszählungsergebnisse – Plantation of Macwahoc, Maine | Volkszählungsergebnisse – Plantation of Macwahoc, Maine | Volkszählungsergebnisse – Plantation of Macwahoc, Maine | Volkszählungsergebnisse – Plantation of Macwahoc, Maine |
| Jahr                                                    | 1800                                                    | 1810                                                    | 1820                                                    | 1830                                                    | 1840                                                    | 1850                                                    | 1860                                                    | 1870                                                    | 1880                                                    | 1890                                                    |
| ------------------------------------------------------- | ------------------------------------------------------- | ------------------------------------------------------- | ------------------------------------------------------- | ------------------------------------------------------- | ------------------------------------------------------- | ------------------------------------------------------- | ------------------------------------------------------- | ------------------------------------------------------- | ------------------------------------------------------- | ------------------------------------------------------- |
| Einwohner                                               |                                                         |                                                         |                                                         |                                                         |                                                         |                                                         | 202                                                     | 170                                                     | 187                                                     | 216                                                     |
| Jahr                                                    | 1900                                                    | 1910                                                    | 1920                                                    | 1930                                                    | 1940                                                    | 1950                                                    | 1960                                                    | 1970                                                    | 1980                                                    | 1990                                                    |
| Einwohner                                               | 153                                                     | 147                                                     | 131                                                     | 163                                                     | 242                                                     | 131                                                     | 165                                                     | 126                                                     | 126                                                     | 114                                                     |
| Jahr                                                    | 2000                                                    | 2010                                                    | 2020                                                    | 2030                                                    | 2040                                                    | 2050                                                    | 2060                                                    | 2070                                                    | 2080                                                    | 2090                                                    |
| Einwohner                                               | 98                                                      | 79                                                      | 62                                                      |                                                         |                                                         |                                                         |                                                         |                                                         |                                                         |                                                         |

## Wirtschaft und Infrastruktur

### Verkehr
Der U.S. Highway 2 führt in nordsüdlicher Richtung durch die Plantation Macwahoc. Im Bereich der Ansiedlung Macwahoc zweigt der U.S. Highway 2A, die Military Road in nordöstlicher Richtung ab. Aus Süden kommend stößt an diesem Kreuzungspunkt die Maine State Route 170 an.

### Öffentliche Einrichtungen
Macwahoc Plantation besitzt keine eigene Bücherei. Die nächstgelegene befindet sich in Mattawamkeag.
Es gibt kein Krankenhaus oder Medizinische Einrichtung in Macwahoc Plantation. Das nächstgelegene Krankenhaus für Macwahoc Plantation und die Region ist das Penobscot Valley Hospital und es befindet sich in Lincoln.

### Bildung
Zuständig für die Schulbildung ist das Macwahoc Plantation School Department. Auf dem Gebiet der Plantation gibt es keine öffentliche Schule. Schulkinder müssen Schulen in der Umgebung besuchen oder Zuhause unterrichtet werden.